# Gare de Liencourt
La gare de Liencourt, dite aussi station,  est une halte ferroviaire, fermée et détruite, de la ligne de chemin de fer secondaire, à voie métrique, de Lens à Frévent de la compagnie des Chemins de fer économiques du Nord (CEN). Elle est située sur le territoire de la commune de Liencourt, dans le département du Pas-de-Calais, en région Hauts-de-France.
La halte mise en service comme la ligne en 1895 est également fermée comme la ligne en 1948. La desserte des communes est alors organisée par  des transports en commun routiers.

## Situation ferroviaire
Établie à 41 mètres d'altitude, la halte de Liencourt est située au point kilométrique (PK) 13,28 de la ligne de Lens à Frévent, entre les haltes d'Avesnes-le-Comte, s'intercale l'arrêt de Beaufort-Elvincourt, et d'Estrée-Wamin, s'intercale l'arrêt de Cauroy (cette situation est celle de la ligne en 1914 avant les conséquences de la Première Guerre mondiale).

Le chemin de fer à Liencourt
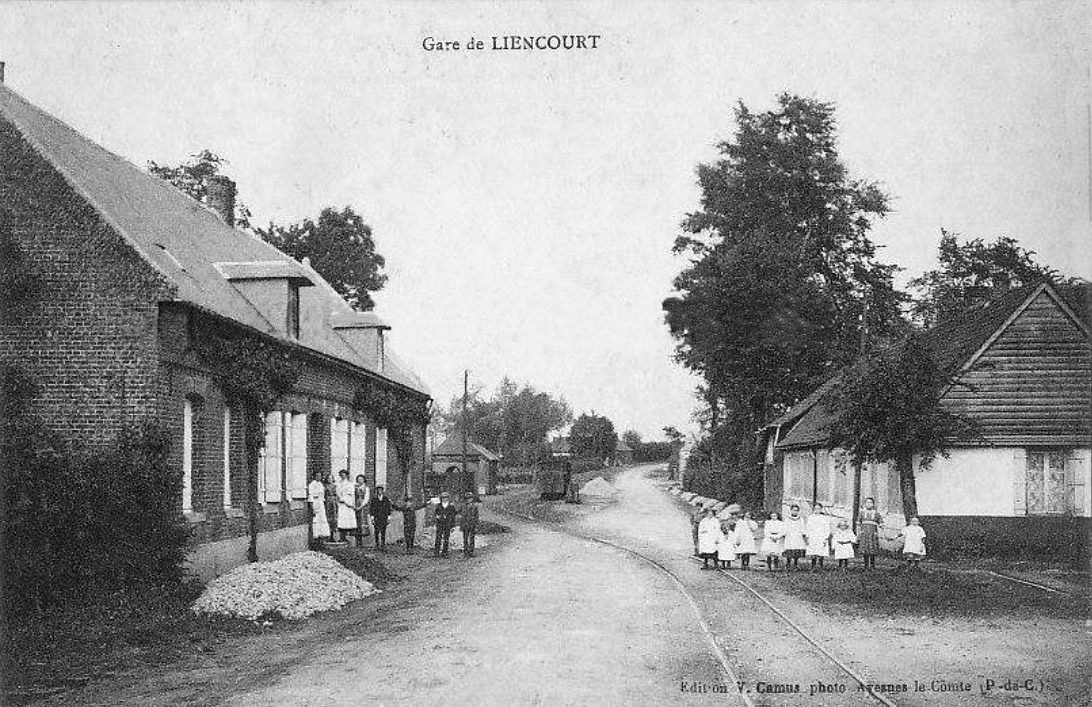
La halte.
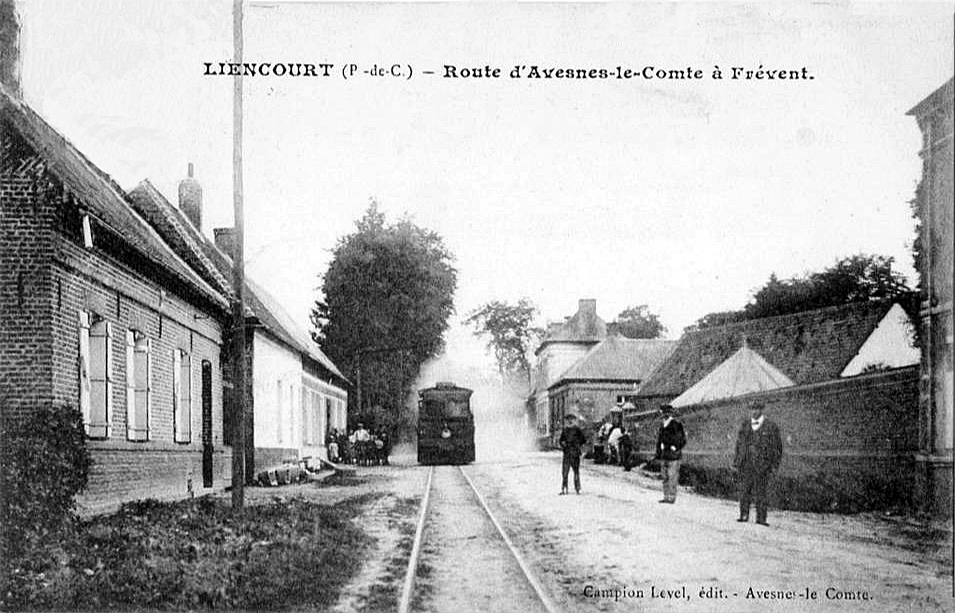
Le train sur la route.

## Histoire
L'arrivée du chemin de fer à Liencourt prend forme dès 1886 avec un mémoire descriptif de la ligne présenté au préfet le 17 juillet 1886, desserte de la commune. À Liencourt c'est une halte qui est prévue, comme les stations, ou gares, elle sera ouverte aux voyageurs et aux marchandises et disposera des installations nécessaires.

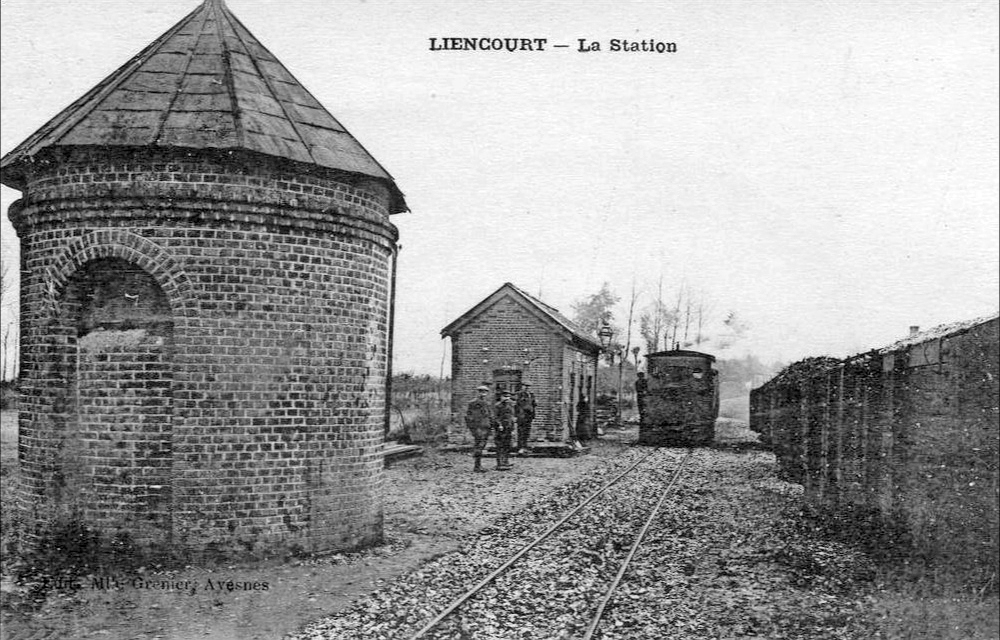
Le bâtiment de la halte et au premier plan peut-être un réservoir. Le train va en direction de Frévent.

La halte de Liencourt est mise en service le 1er décembre 1895, par les Chemins de fer économiques du Nord (CEN) lorsqu'ils ouvre à la circulation la ligne de Lens à Frévent. Elle est dotée à son origine d'une aubette en briques, d'un modèle du type standard des haltes des CEN. Construit en briques, il dispose uniquement d'un rez-de-chaussée à trois ouvertures, deux portes en extrémités et une fenêtre au centre. Une fenêtre est présente sur chaque pignons.
En 1917, à la « gare de Liencourt », l'armée britannique réalise un embranchement, long de 1 662 m, pour transporter les coupes faites au bois de Faye.
Après la fin de la Première Guerre mondiale l'administration de la poste cherche à rétablir la fiabilité de son réseau. Pour améliorer le service elle obtient, en 1921, l'autorisation d'installer une boite aux lettres mobile à la halte de Liencourt. À la suite d'une proposition, en 1927, du Conseil général d'alimenter en électricité les gares et haltes en électricité si les communes acceptent de prendre en charge la moitié du coût du chantier, la municipalité de Liencourt est l'une des rares à accepter et donc à être équipée.
Face au déficit chronique de la ligne et à l'augmentation de la circulation routière le Conseil général décide l'arrêt de la ligne lors de sa séance du 13 janvier 1948. La gare est définitivement et totalement fermet lorsque le dernier train parcourt la ligne entre Frévent et Lens le 31 mai 1948.